# Tempo di rilassamento trasversale

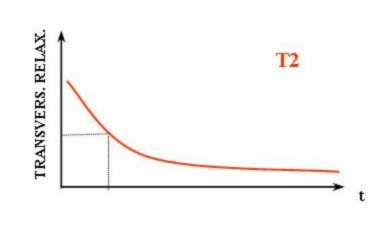
Grafico che mostra il rilassamento T_{2} (o rilassamento trasversale)

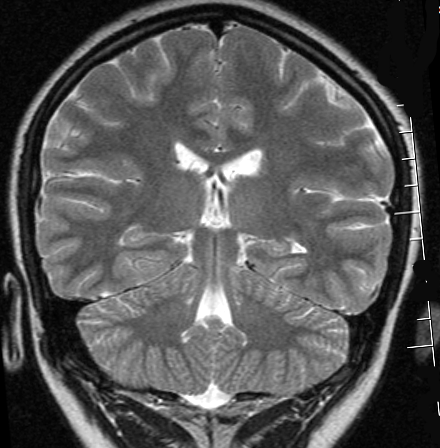
Immagine ottenuta tramite risonanza magnetica dell'encefalo.

Il tempo di rilassamento trasversale o rilassamento spin-spin o T2 è una costante di tempo della risonanza magnetica nucleare,  è un fenomeno della fisica nucleare sfruttato per tecniche d'indagine della materia e in campo biomedico a scopo diagnostico.

## Descrizione
Il segnale raccolto al termine dell'irraggiamento dei nuclei con onde elettromagnetiche è costituito da onde aventi la medesima frequenza caratteristica della precessione nucleare. L'andamento del tempo di questo segnale è determinato da due costanti di tempo chiamate T1 e T2.
Se si perturba una popolazione di atomi immersi in un campo magnetico, quindi con spin allineati allo stesso, tramite un impulso a radiofrequenza in modo da deflettere la direzione dell'orientamento totale degli spin di 90° rispetto al campo magnetico principale, al termine dell'impulso i nuclei atomici immersi nel campo magnetico perderanno gradualmente il sincronismo di precessione in misura diversa a seconda della disomogeneità della materia stessa, durante il loro riallineamento al campo magnetico. Questo è correlabile alla magnetizzazione iniziale e al tempo t, detto tempo "di risonanza" o "di eco" (TE).
In ogni momento l'apparecchio RM misura i valori della magnetizzazione residua a un determinato tempo TE dal quale, mediante una formula logaritmica, risulta facile risalire al valore di T2. La scelta del tempo TE è molto importante, poiché ne viene il contrasto che l'immagine può ottenere.
Essendo la formula del decadimento logaritmica, si dice comunemente che il T2 di una sostanza è pari al tempo impiegato a ridurre la sua magnetizzazione trasversale al 36,79 % del suo valore originario (essendo 1/e=0,3679...), ma da un punto di vista chimico il T2 di una sostanza è determinato dalla libertà di movimento delle molecole in essa contenute: in acqua pura il T2, determinato sul rilassamento degli atomi di idrogeno, è massimo (alcuni secondi), mentre raggiunge valori brevi per i solidi cristallini (nell'ordine dei microsecondi).
Fu proprio grazie alla determinazione del T2 in vitro che Damadian scoprì, nel 1972, la potenzialità dell'RM nel differenziare le neoplasie maligne, dando così l'avvio alle ricerche tecnologiche che portarono alla creazione delle prime macchine RM a scopo medico diagnostico.

## Confronto tempi di T1e T2
Di seguito sono riportati esempi di tempi di rilassamento longitudinale e trasversale per alcuni tessuti biologici (il tempo T1 è riferito ad un campo magnetico statico di 1,5 tesla):
| Tessuto biologico      | T2   | T1 (a 1,5 T) |
| ---------------------- | ---- | ------------ |
| Sostanza grigia        | 101  | 920          |
| Sostanza bianca        | 76   | 780          |
| Liquido cerebrospinale | 1660 | 3270         |
| Muscoli scheletrici    | 47   | 860          |
| Cuore                  | 57   | 860          |
| Fegato                 | 43   | 520          |
| Reni                   | 58   | 1220         |
| Milza                  | 62   | 1070         |
| Grasso sottocutaneo    | 85   | 230          |